# Тевита Туʻивакано
Тевита Полутеле Кахо (тонга Tēvita Polutele Kaho, 25 декабря 1869 — 4 августа 1923) — политический деятель Королевство Тонга, премьер-министр Тонга. 14-й лорд Ту’ивакано.

## Биография
Тевита Полутеле Кахо родился 25 декабря 1869 года на острове Тонгатапу в семье тонганской аристократии. Его родителями были ʻАнасеини Токилупе ʻЕвеʻеваʻитоафа Кахо и Манасе Кахомоваилахи.
В январе 1905 года был произведён в руководители тонганской полиции.
С 30 сентября 1912 года по 30 июня 1923 года занимал должность премьер-министра Тонга.
Тевита Ту’ивакано был женат, но детей не имел, поэтому после смерти титул Ту’ивакано наследовал его младший брат Сиаоси Киу Нгалумоетутулу Кахо 15-й лорд Ту’ивакано